# 克里沃里日扎 (新敖德薩區)
47°22′12″N 31°45′32″E / 47.37000°N 31.75889°E
克里沃里日扎（烏克蘭語：Криворіжжя），是烏克蘭南部的村莊，隸屬尼古拉耶夫州的尼古拉耶夫區。該村面積1.32平方公里，海拔高度15米，2001年人口356，人口密度每平方公里269.7人。